# Jonathan Demme
Robert Jonathan Demme, född 22 februari 1944 i Baldwin, Long Island, New York, död 26 april 2017 på Manhattan i New York, var en amerikansk filmregissör, manusförfattare och filmproducent. Demme regisserade bland annat När lammen tystnar (1991), för vilken han belönades med en Oscar för bästa regi.
Han var farbror till regissören Ted Demme.
Han avled i sviterna av matstrupscancer.

## Filmografi i urval
- 1974 – Caged Heat (regi och manus)
- 1984 – Stop Making Sense (musikdokumentär med Talking Heads) (regi)
- 1984 – Tjejen som jobbade skift (regi)
- 1986 – I vildaste laget (regi och produktion)
- 1988 – Gift med maffian (regi)
- 1991 – När lammen tystnar (regi)
- 1993 – Philadelphia (regi och produktion)
- 1996 – That Thing You Do (produktion)
- 1998 – Älskade (regi och produktion)
- 2002 – Adaptation. (produktion)
- 2004 – The Manchurian Candidate (regi och produktion)
- 2006 – Neil Young: Heart of Gold (konsertfilm) (regi)
- 2008 – Rachel Getting Married (regi och produktion)
- 2013 – A Master Builder (regi)
- 2015 – Ricki and the Flash (regi)